# 來觀光吧！縣廳款待課
《來觀光吧！縣廳款待課》（日语：県庁おもてなし課），是日本女作家有川浩所寫的小說，本書為日本《達文西》雜誌BOOK OF THE YEAR 2011總排行和戀愛小說排行第一名，並改編成電影。

## 故事簡介
高知縣觀光部成立了一個新部門──款待課，將觀光立縣定為目標，並廣邀名人擔任大使和協助推行觀光計畫。在執行計畫的過程中，一名同意擔任觀光大使的著名作家，不斷地提出縣廳觀光計畫中的疏失，才讓款待課的職員們漸漸地了解到，公家機關有多欠缺「民間感受」。

## 登場人物
掛水史貴
款待課職員。計畫執行之初便應喬介之要求致電說明企劃宗旨，並自此依賴其所提供的意見。
明神多紀
原在縣政資訊課工作，約聘期滿後到款待課工作，擔任掛水的助理。
吉門喬介
著名作家。與掛水通電話時直指觀光計劃的種種疏漏之處。
清遠和政
二十年前於縣廳工作，當時曾提出「熊貓爭取論」，後因此事離職，並在縣內經營民宿和擔任觀光諮詢顧問。
清遠佐和
和政的女兒、喬介的妹妹。協助父親管理民宿，對於害父親離職的縣廳非常地厭惡。

## 小說
- 日版
  - 2011年3月28日 角川書店 ISBN 978-4-04-874182-8
  - 2013年4月5日 角川文庫 ISBN 978-4-04-100784-6
- 台版
  - 2012年10月25日 台灣角川 ISBN 978-986-287-801-9

## 電影
電影由東寶製作，於2013年5月11日在日本上映，是三宅喜重執導的勵志電影。
影片以高知縣的旅遊自然風光為舞台，講述了為了振興當地旅遊業的款待課職員們，想盡一切辦法讓當地旅遊業復甦的奮鬥故事。

### 演員
- 掛水史貴 - 錦戶亮
- 明神多紀 - 堀北真希
- 吉門喬介 - 高良健吾
- 清遠和政 - 船越英一郎（日语：船越英一郎）
- 清遠佐和 - 關惠美
- 下元邦弘 - 甲本雅裕（日语：甲本雅裕）
- 近森圭介 - 松尾諭

### 製作人員
- 監督 - 三宅喜重（日语：三宅喜重）
- 腳本 - 岡田惠和
- 音樂 - 吉俣良

### 主題曲
- 關8《僅此才有的景色》（ここにしかない景色）

## 資料來源
1. ↑  . 博客來. 2012-10-25  [2024-04-07] （中文（臺灣））.
2. ↑  . 映画ニュース. 2013-04-08  [2024-04-07] （日语）.

## 外部連結
- 原作小說
  - 角川書店 小說介紹 （页面存档备份，存于） （日語）
  - 台灣角川 小說介紹 Archive.today的存檔，存档日期2019-01-05 （正體中文）

- 電影官方網站 （页面存档备份，存于） （日語）

- 《來觀光吧！縣廳款待課》 （页面存档备份，存于）－偶像劇場資料庫 （正體中文）